# Luis Alcívar Elizalde
Luis Alcívar Elizalde fue un nadador ecuatoriano de estilo libre. En 1938, y representando a Ecuador, fue junto a Carlos Gilbert Pontón, Abel Gilbert y Ricardo Planas, campeón sudamericano por equipos en Lima,  siendo la primera vez que este campeonato no era ganado por Brasil o Argentina. Tal logro sería luego reconocido como la hazaña de los cuatro mosqueteros.
Representó a Cuba, país donde residía, en los III Juegos Centroamericanos y del Caribe de San Salvador.

## Campeonato Sudamericano de 1938
En 1938, Ecuador fue invitado a participar del V Campeonato Sudamericano de Natación. Se armó una delegación bajo la dirección del italiano Arduino Tomassi, quien seleccionó a los nadadores Luis Alcívar, Ricardo Planas y los hermanos Abel y Carlos Gilbert Pontón.
La jornada anterior a la terminación del campeonato, Ricardo Planas ganó la prueba de los 1500 m, logro que le valdría el apodo de la plancha, y llevaría a Ecuador a superar a Perú en la tabla general y proclamarse ganadores del campeonato.